# Igreja Católica no Kuwait
A Igreja Católica no Kuwait, Kuweit, Koweit, Cuaite, Cuvaite, ou Coveite, é parte da Igreja Católica universal, em comunhão com a liderança espiritual do Papa, em Roma, e da Santa Sé. O islã é a religião do Estado. O catolicismo é a maior denominação cristã do país. Enquanto cristãos estrangeiros são livres para praticar sua fé, há desafios sociais para os cristãos de origem muçulmana. O proselitismo é proibido, e pode levar à expulsão do país. Apesar das restrições impostas pelo governo, a forte pressão sobre os cristãos não vem primeiramente das autoridades políticas, mas sim da sociedade conservadora kuwaitiana; essa pressão leva os cristãos a maneirar suas expressões de fé em público. O relatório de perseguição religiosa de 2024 da fundação Portas Abertas considerou o Kuwait como o 54.º país que mais persegue os cristãos no mundo.

## História

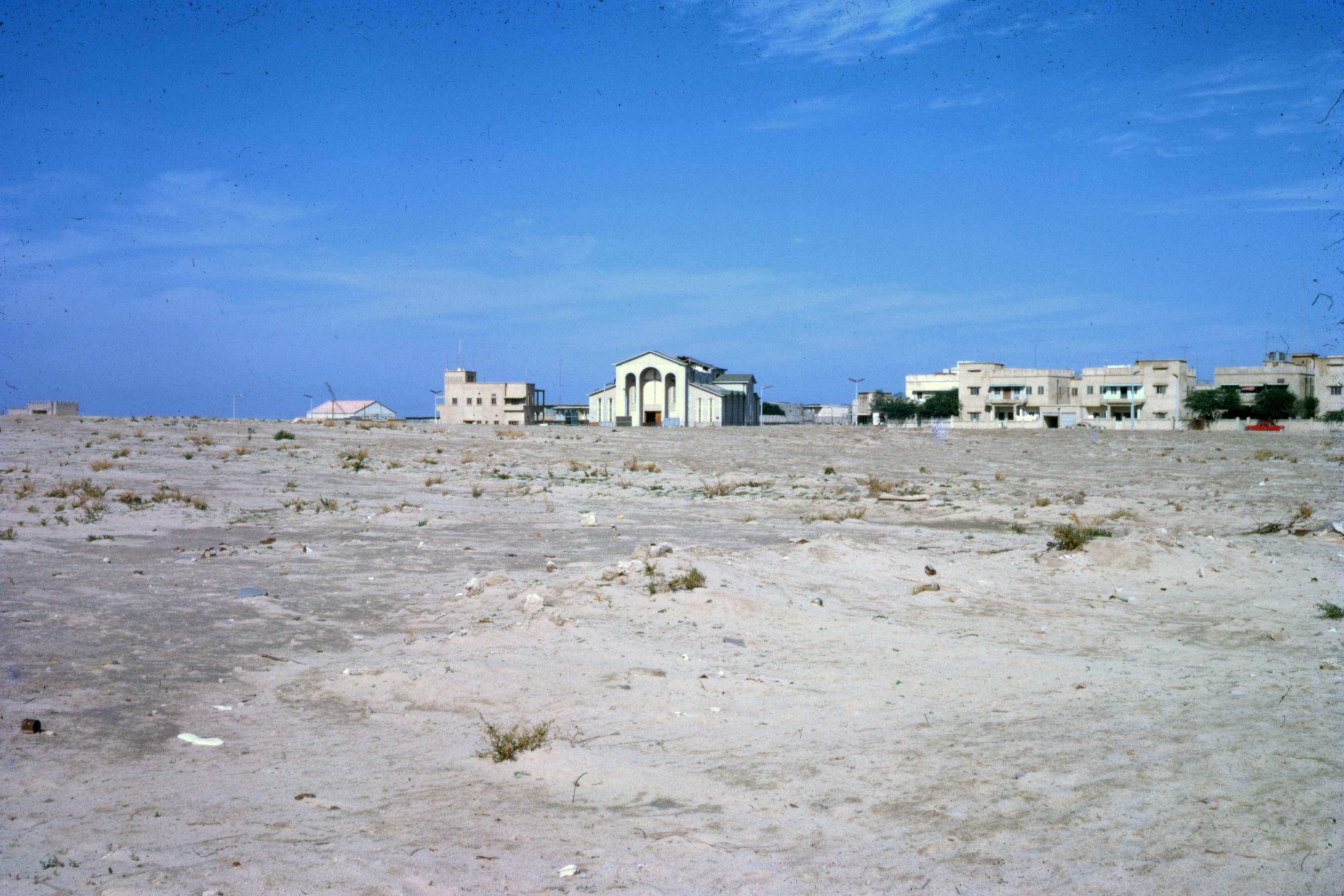
Catedral da Cidade do Kuwait em foto tirada na década de 1960.

O cristianismo teria chegado e se instalado na região que hoje fica o Kuwait entre os séculos V e IX, de acordo com arqueólogos que avaliaram as ruínas de igrejas nas ilhas Failaka e Shuwaikh. Se a data do século IX estiver correta, o cristianismo sobreviveu por mais tempo do que se supunha à expansão islâmica, ocorrida no século VII. O lugar era um mosteiro com uma igreja cercada por uma área densamente povoada, usada por uma comunidade da heresia nestoriana que vivia na ilha.
Essas igrejas acabaram por ser desocupadas no século X, e, depois disso, não há mais sinais da presença cristã em território kuwaitiano por quase um milênio. Há apenas a ressalva de que, por sua posição geográfica, entre os impérios Árabe e Otomano, há grandes possibilidades de que, por um período, cristãos desses impérios tenham vivido e trabalhado no Kuwait.
Trabalhos missionários só voltaram ao território após este tornar-se um protetorado britânico, em 1899, porém essencialmente operado por igrejas protestantes. A descoberta do petróleo, em 1937, trouxe ao Kuwait trabalhadores vindos de países como Egito, Índia, Jordânia, Líbano, Palestina e Síria, que desembarcaram trazendo suas religiões como católicos romanos e greco-melquitas, protestantes, ortodoxos outras denominações cristãs. Com a expansão da indústria petrolífera e o crescimento da economia kuwaitiana na década de 1970, o número de cristãos árabes e não árabes aumentou dramaticamente.

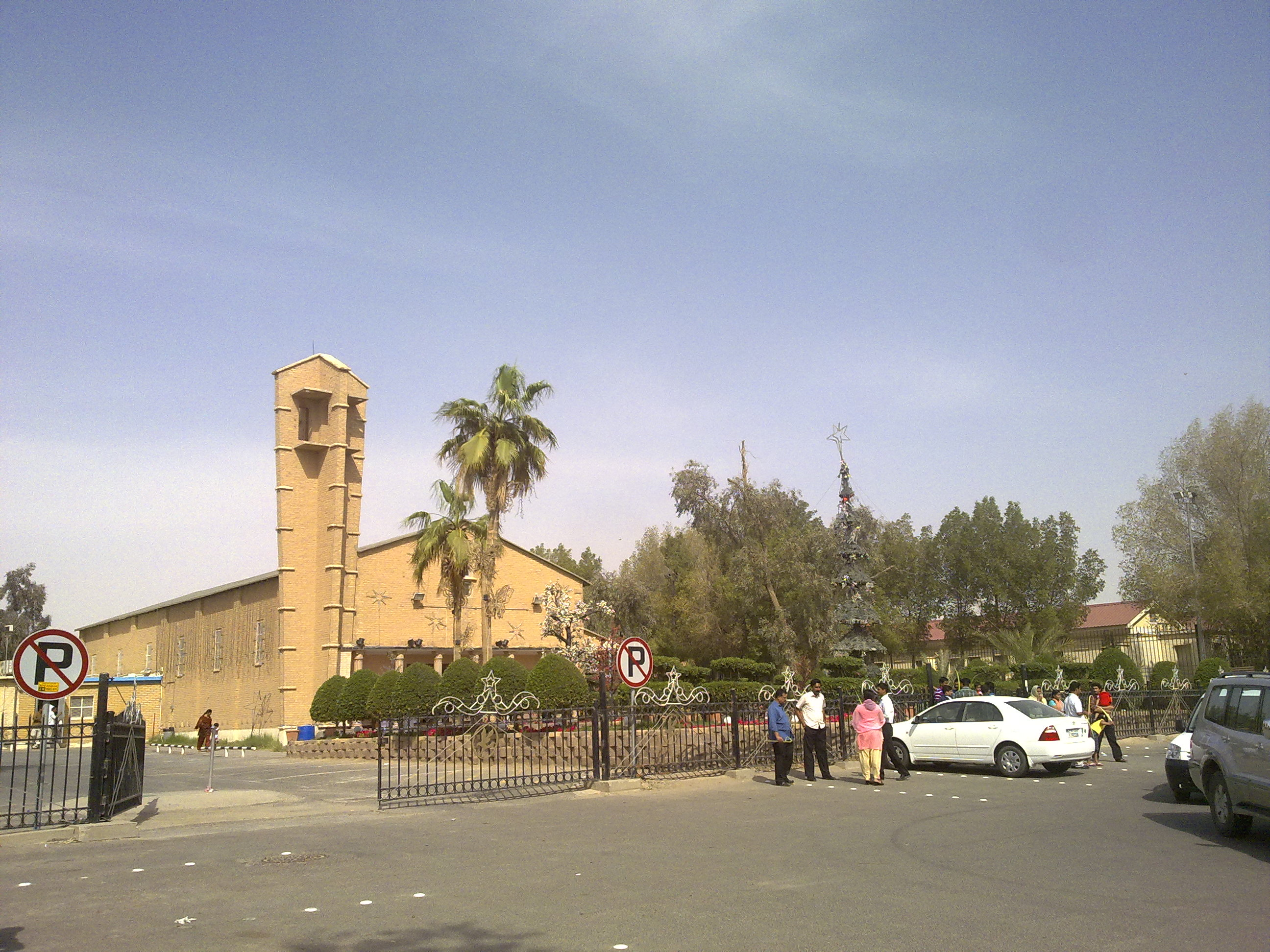
Paróquia Nossa Senhora da Arábia, construída na antiga central elétrica de Al Ahmadi.

Em 25 de dezembro de 1945 foi celebrada a primeira Missa em território kuwaitiano desde a expulsão cristã pelos árabes; pelos três próximos anos, o padre Carmel Spiteri celebrou ali periodicamente. Em 1948, uma capela foi improvisada em uma antiga central elétrica de Al Ahmadi. Nesse mesmo ano, o primeiro sacerdote residente no Kuwait foi nomeado, o padre Theophano Stella, que mais tarde se tornaria o primeiro vigário apostólico do país. Em 1952, a Kuwait Oil Company deu permissão para a construção da nova igreja em suas antigas instalações de Al Ahmadi. A pedra fundamental da nova igreja foi abençoada pelo Papa Pio XII e depois foi enviada ao Kuwait. No dia 8 de setembro de 1955 foi colocada a primeira pedra no local onde seria construída a nova paróquia, que em abril de 1956 foi consagrada a Nossa Senhora da Arábia. A imagem da santa é inspirada em uma imagem de Nossa Senhora do Carmo que foi levada ao Kuwait em 1948, e se trata de uma representação de Nossa Senhora, coroada, segurando um rosário e o Menino Jesus, também coroado. A coroação oficial da imagem foi autorizada pelo Papa São João XXIII em 1960, e realizou-se em 25 de março.

## Atualmente
A Igreja Católica é a maior denominação cristã do Kuwait, e a catedral, localizada na capital do país, é frequentada principalmente por indianos, filipinos, cingaleses, bengalis, paquistaneses, libaneses, egípcios, jordanianos, palestinos e sírios. Apesar de ser formada majoritariamente por estrangeiros, há também registros da conversão de árabes étnicos, sendo na realidade que, a taxa de crescimento católico na Península Arábica está entre as maiores do mundo.

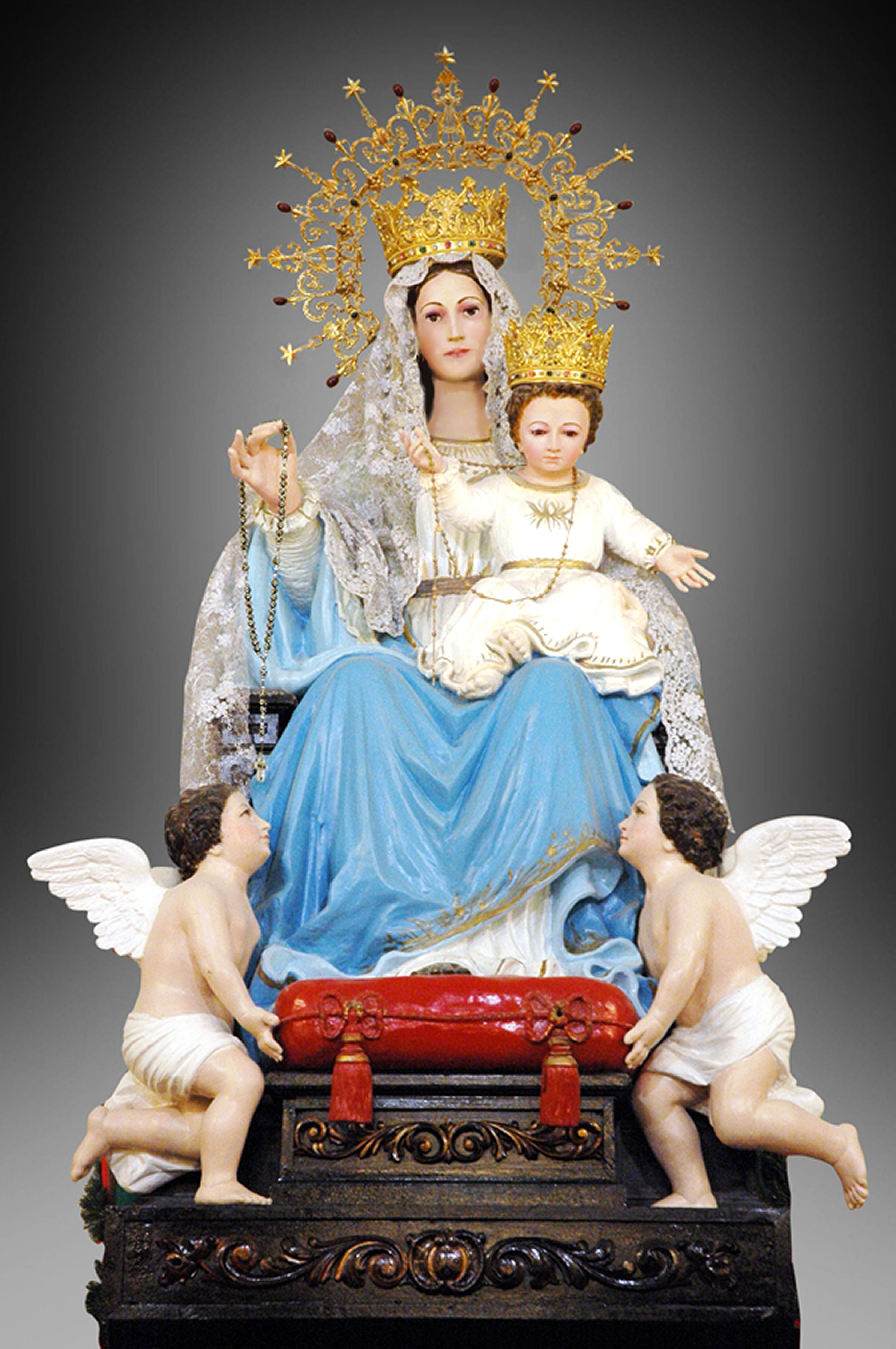
Imagem de Nossa Senhora da Arábia, coroada no Kuwait.

Embora a constituição kuwaitiana de 1962 tenha garantido liberdade de religião, ela também proclamou o islamismo como a religião do Estado, e o governo impôs restrições às atividades religiosas, conforme exigido pela lei islâmica. No geral, as relações entre muçulmanos e cristãos permaneceram amigáveis. A Igreja Católica foi autorizada a operar abertamente no Kuwait, embora a proibição do governo contra trabalhos de evangelização limitasse sua presença a administrar principalmente aos trabalhadores estrangeiros que residiam no país. A maioria desses trabalhadores, empregados pela indústria petrolífera, eram católicos filipinos que imigraram para a região com suas famílias. A obtenção da autorização para se construir novos locais de culto é muito difícil, e há apenas sete denominações cristãs oficialmente reconhecidas, dentre elas as Igrejas Católicas de rito latino e de rito bizantino grego. Há cerca de 5.000 católicos coptas no país, e sua jurisdição é o vicariato de rito romano. O Kuwait e o Barein são os únicos membros do Conselho de Cooperação do Golfo em que os cristãos têm sua cidadania mantida e os mesmos direitos que os cidadãos muçulmanos.
Muçulmanos que se tornam cristãos têm de enfrentar a perseguição em forma de pressão da família e da comunidade local para retornarem ao islã. Eles são expostos a discriminação, assédio, monitoramento de suas atividades pela polícia e intimidação de grupos de vigilantes. Criticar o islã ou o profeta Maomé levará a um processo público. A conversão do islamismo para outras religiões não é reconhecida oficialmente e pode levar a problemas legais no status pessoal e questões de propriedade e herança. Isso faz com que seja quase impossível para os convertidos revelarem sua fé. As mulheres costumam ser colocadas sob prisão domiciliar, pressionadas a casar com um muçulmano, assediadas sexualmente, ou até mesmo sofrerem ameaças de morte. Enquanto isso, os homens costumam ser vítimas de isolamento da família, perdendo o respeito e apoio financeiro, expulsão de casa, e perda de seu emprego. Por conta disso, o número de kuwaitianos étnicos que assumidamente se convertem ao cristianismo ainda é pequeno, cerca de 300. Há apenas oito famílias cristãs que são oficialmente cidadãos kuwaitianos.

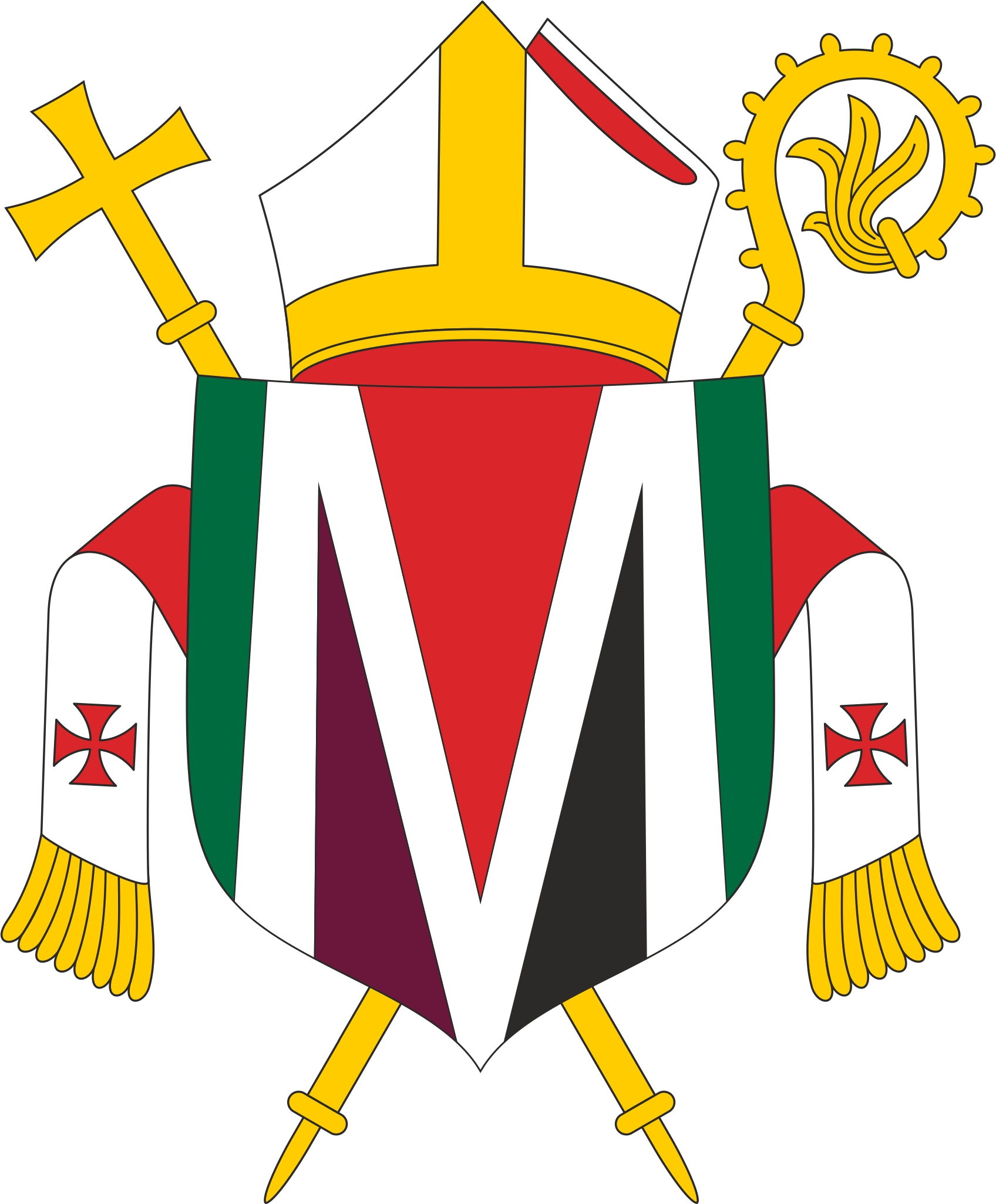
Brasão de armas do Vicariato Apostólico da Arábia Setentrional.

Ao contrário de vários países da região do Oriente Médio, no Kuwait as bíblias e outros materiais religiosos são importados legalmente, por meio da Book House Company. Nas escolas cristãs a catequese é proibida, mas pode ocorrer nas casas dos fiéis ou nas igrejas. Nas escolas privadas a instrução islâmica não é obrigatória para alunos cristãos, mas é obrigatória para alunos muçulmanos, ainda que haja apenas um aluno muçulmano na escola.
Em 2012, um parlamentar do país anunciou um projeto de lei para interromper a construção de locais de culto não islâmicos. Ainda que o projeto não não tenha sido aprovado, as igrejas operam com cautela.
Em janeiro de 2021, um jornalista de televisão, Mohammad Al-Momen, anunciou a sua conversão do islã ao cristianismo, gerando diversas reações nas redes sociais, desde o apoio à sua liberdade religiosa, até rezas por seu retorno ao islã, questionamentos sobre sua sanidade mental, e acusações de apostasia que o levariam à condenação eterna. Em dezembro desse mesmo, os centros comerciais tiveram várias árvores de Natal removidas.
Em 2023, ocorreram as celebrações pelo jubileu de diamante — 75 anos — da Catedral da Cidade do Kuwait, que se encerraram no dia 8 de dezembro com a concelebração eucarística presidida por dom Aldo Berardi, vigário apostólico da Arábia Setentrional.

## Organização territorial

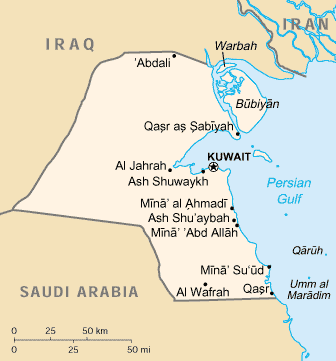
O Vicariato Apostólico da Arábia Setentrional cobre todo o território kuwaitiano.

O catolicismo está presente no país com duas circunscrições eclesiásticas: o Vicariato Apostólico da Arábia Setentrional, de rito romano, e também inclui a Arábia Saudita, o Barein e o Catar, e há também o Exarcado Patriarcal do Kuwait para os fiéis greco-melquitas.

## Conferência Episcopal
A reunião de bispos de vários países do Chifre da África e Oriente Médio, incluindo o Kuwait, forma a Conferência dos Bispos Latinos das Regiões Árabes, que foi criada em 31 de março de 1967.

## Nunciatura Apostólica
A Nunciatura Apostólica do Kuwait foi estabelecida em 1968, e sua sede fica localizada em Awali, no Barein, contanto ela só abriu suas portas em 2000. As relações diplomáticas entre o país e a Santa Sé foram estabelecidas em outubro de 1968, sendo o primeiro país do Conselho de Cooperação do Golfo a fazê-lo.